# Haplotaxis
Haplotaxis är ett släkte av ringmaskar. Haplotaxis ingår i familjen Haplotaxidae.
Kladogram enligt Catalogue of Life:
| Haplotaxis | \| \| Haplotaxis brinkhursti \| \| \| \| \| \| Haplotaxis gordioides \| \| \| \| |
|            | \| \| Haplotaxis brinkhursti \| \| \| \| \| \| Haplotaxis gordioides \| \| \| \| |
|            | Alphadrilus                                                                      |
|            |                                                                                  |
|            | Hologynus                                                                        |
|            |                                                                                  |
|            | Pelodrilus                                                                       |
|            |                                                                                  |
|            | Haplotaxis brinkhursti                                                           |
|            |                                                                                  |
|            | Haplotaxis gordioides                                                            |
|            |                                                                                  |

|  | Haplotaxis brinkhursti |
|  |                        |
|  | Haplotaxis gordioides  |
|  |                        |